# Ladbroke Grove
Ladbroke Grove (/ˈlædbrʊk/) es una carretera inglesa ubicada en la región de Gran Londres dentro del distrito de Kensington y Chelsea. También, a veces, es el nombre que se da informalmente a la zona que queda justo alrededor. Hacia el sur se encuentra el barrio de Notting Hill y Kensal Green al norte cuya zona postal corresponde al W10 y W11.
En la parte oeste se encuentra la estación metropolitana de Estación de Ladbroke Grove.

## Etimología
El origen del nombre dado a la calle viene en homenaje a James Weller Ladbroke, lugarteniente que a mediados del siglo XIX desarrolló Ladbroke tras adquirir los terrenos.

## Cultura

### Música
En el área se han formado importantes bandas de rock entre los que se encuentran Hawkwind, grupo de rock psicodélico formado en 1969 y que han colaborado con el escritor Michael Moorcock, residente de la zona en aquel entonces. Otras bandas fue The Deviants y Pink Fairies de estilo anarquista. La música punk también tuvo lugar con The Clash a partir de 1976. Durante los años 80 y 90 estuvo en funcionamiento la revista musical The Roughler centrada en artistas bohemios de la calle entre los que se encuentra Portobello Pantos.

### Iglesia ortodoxa serbia
En 1903 se construyó a la altura de Lancaster Road la iglesia anglicana de St Columba y en 1952 se levantó sobre sus cimientos la iglesia serbo-ortodoxa de San Sava para los refugiados serbios que fueron desplazados tras la guerra. En el templo tuvo lugar el bautismo del Príncipe Alejandro II de Yugoslavia, hijo de Pedro II. En 1957 la Princesa Marija Tatiana, hija del Príncipe Andrés. En 2013 se celebró el entierro de la Princesa Margarita de Baden.